# Yuanfen
『yuanfen』（ユアンフェン）は、鹿乃の4枚目のアルバム。2020年3月4日にインペリアルレコードから発売された 。

## 概要
オリジナルアルバムとしては『rye』から約1年3ヶ月ぶりのリリースとなる。
鹿乃が作詞を担当した9曲に加え、ボーナストラックとしてテレビアニメ「アズールレーン」のエンディングテーマ「光の道標」が収録され、受注生産盤と初回限定盤と通常版の3種類でのリリース。
また、鹿乃のイメージキャラクターである「ばんびちゃん」の3Dモデルが公開され、初回限定盤の特典DVDに収録されているリード曲「午前0時の無力な神様」のMVに登場する。
受注生産盤は152cmの等身大パッケージでの発売。レコード会社の関係者は世界最大のジャケットサイズ記録として「ギネス申請します」と話している。 

## 収録曲
1. 午前0時の無力な神様
  - 作詞：鹿乃、作曲：田中秀和、編曲：Aire
2. 光れ
  - 作詞：鹿乃、作曲：田中秀和、編曲：Nor
3. yours
  - 作詞：鹿乃、作曲・編曲：田中秀和
4. KILIG
  - 作詞：鹿乃、作曲：田中秀和、編曲：ハヤシベトモノリ
5. 聴いて
  - 作詞：鹿乃、作曲・編曲：田中秀和
6. 漫ろ雨
  - 作詞：鹿乃、作曲：田中秀和、編曲：曽我淳一
7. おかえり
  - 作詞：鹿乃、作曲：田中秀和、編曲：Oliver Good
8. 罰と罰
  - 作詞：鹿乃、作曲：田中秀和、編曲：佐高陵平
9. エンディングノート
  - 作詞：鹿乃、作曲：田中秀和、編曲:sugarbeans
10. 光の道標
  - 作詞：こだまさおり、作曲：山田高弘、編曲：齋藤真也
  - TVアニメ「アズールレーン」EDテーマ
  - ボーナストラック

### 初回限定盤DVD
- 午前0時の無力な神様（MUSIC VIDEO）